# Kleine Kirche (Alzey)

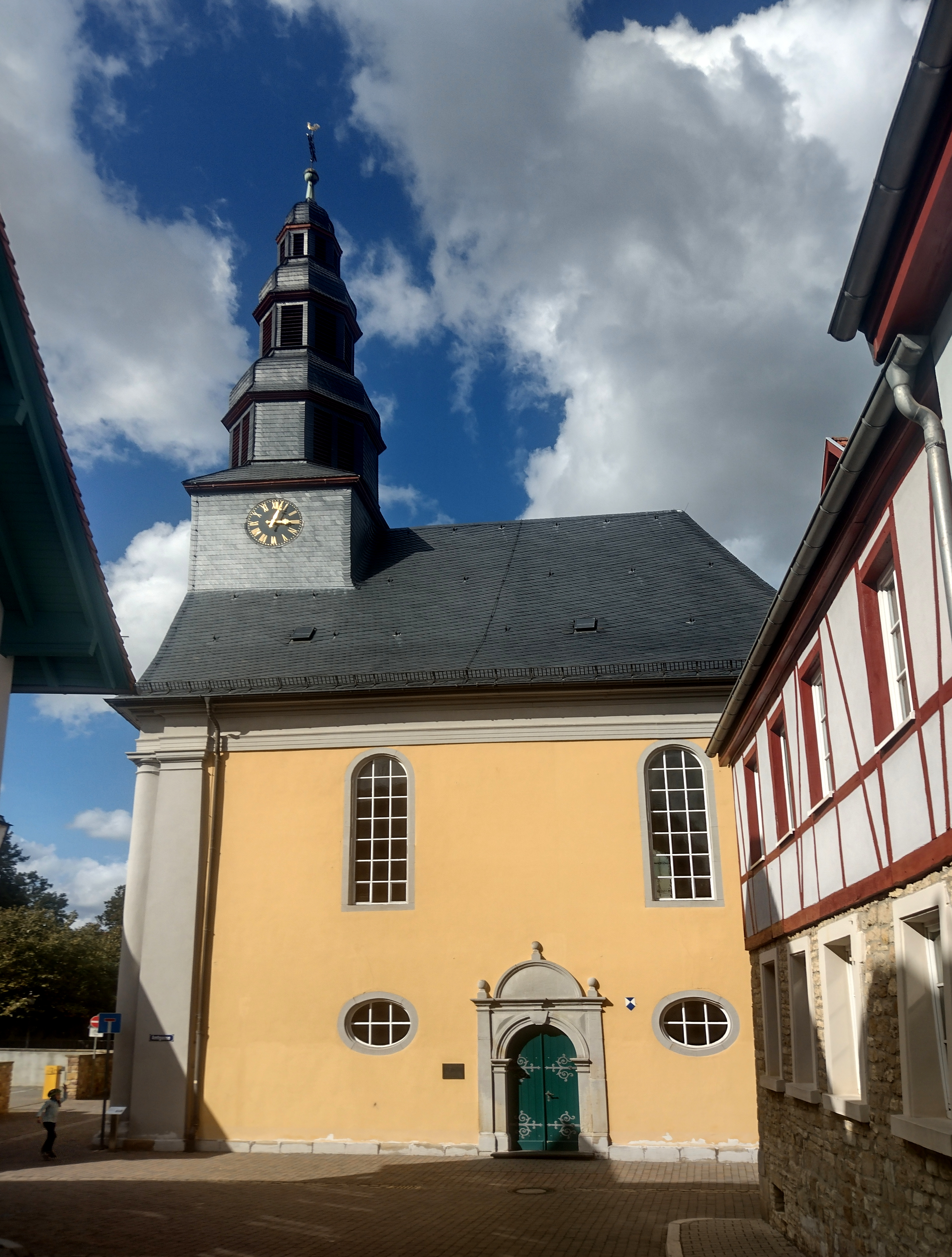
Die Kleine Kirche von Süden

Die Kleine Kirche ist eine Kirche in Alzey. Heute gehört sie zum Dekanat Alzey-Wöllstein in der Propstei Rheinhessen und Nassauer Land der Evangelischen Kirche in Hessen und Nassau.

## Geschichte

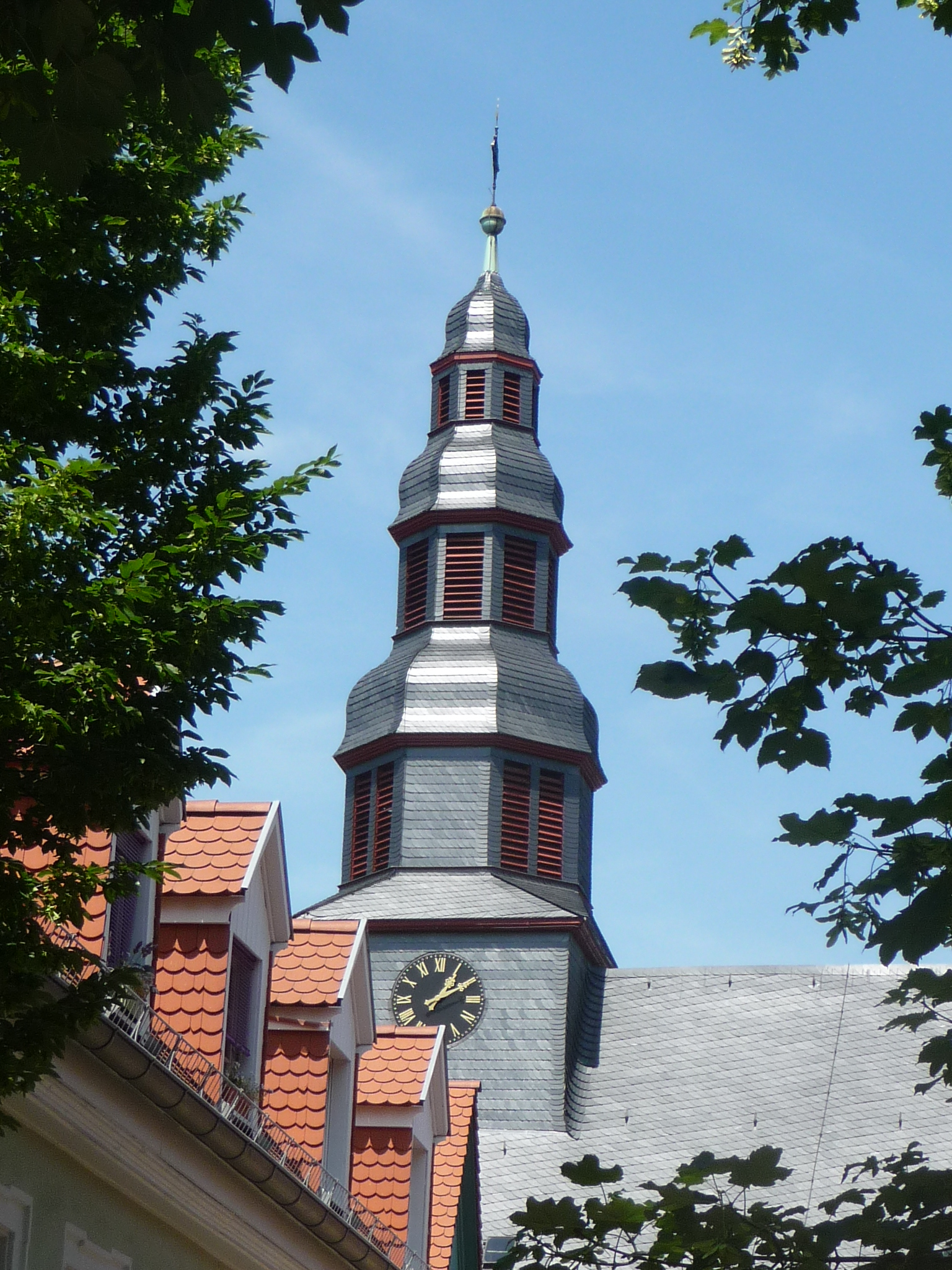
Turm der Kleinen Kirche

Nach der Gründung einer lutherischen Gemeinde im damals kurpfälzischen Alzey wurde die Kirche 1728/29 erbaut. Nachdem die lutherische und reformierte Gemeinde sich 1822 im Rahmen der Kirchenunion in Rheinhessen zusammengeschlossen hatten, wurde die Kirche neben der größeren Nikolaikirche nicht mehr benötigt. Sie wurde zeitweise der römisch-katholischen Kirchengemeinde überlassen und 1844–1848 als Interimskirche während der Renovierung der Nikolaikirche genutzt. 1873 wurde ein Abbruch erwogen, die Kirche dann aber stattdessen durch Einbau einer Heizung zur Winterkirche umgestaltet.
Die Kirche wurde 1998 komplett renoviert und am 25. April 1998 wieder eingeweiht. 2005 begann eine weitere Renovierungsphase, die die Kirche in ihren Urzustand von 1731 zurückversetzen und die baulichen Veränderungen des ausgehenden 19. Jahrhunderts wieder rückgängig machen soll.

## Orgel

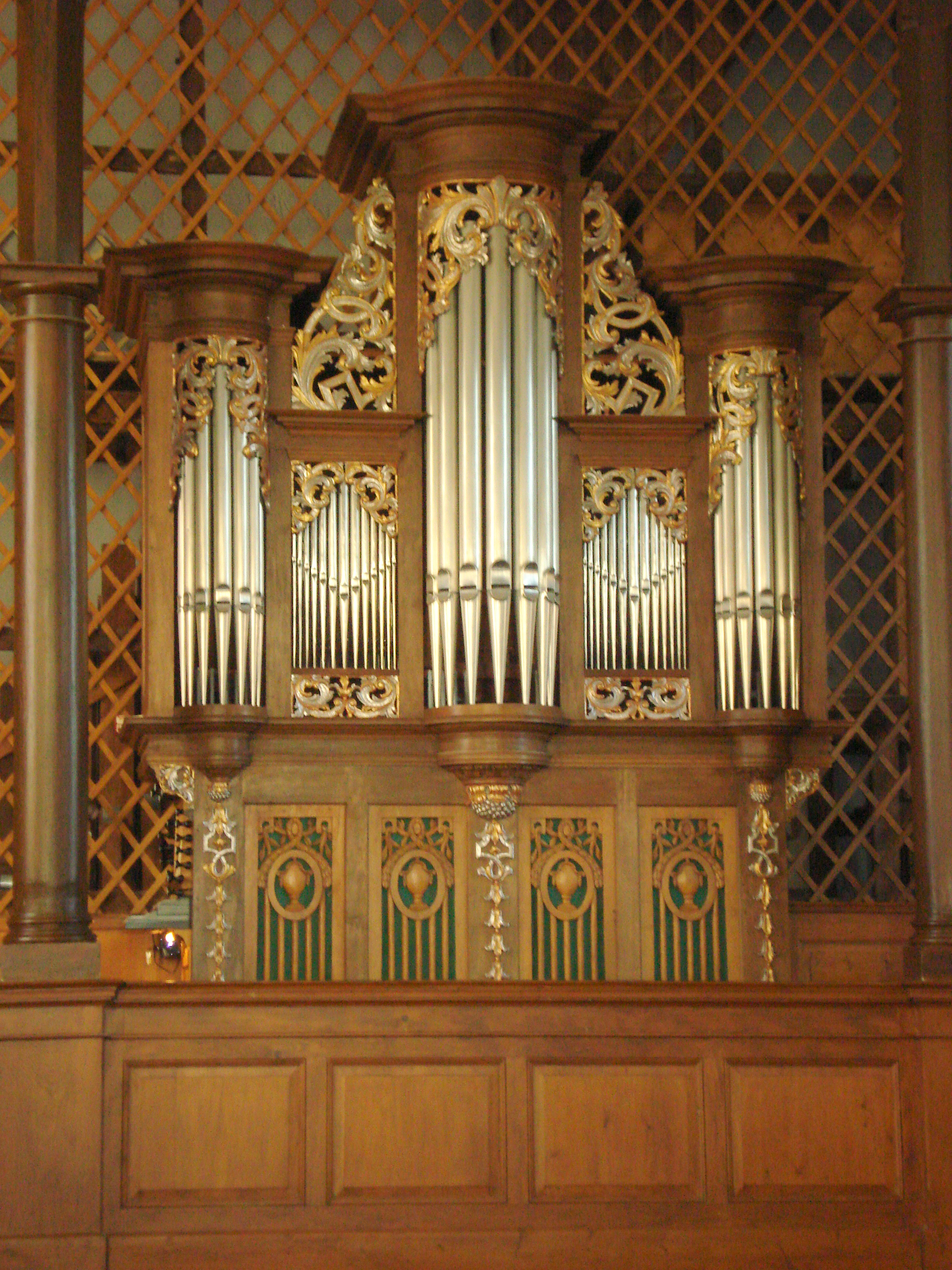
Stumm-Orgel von 1737

Die Orgel wurde im Jahre 1737 von der Orgelbauerfamilie Stumm, mutmaßlich von Johann Michael Stumm, erbaut und 1998 von der Orgelbaufirma Förster & Nicolaus restauriert. Das Instrument hat 21 Register auf zwei Manualen und Pedal. Die Trakturen sind mechanisch.
| I Hauptwerk C–c3 |              |        |
| 1.               | Principal    | 8′     |
| 2.               | Hohlflöte    | 8′     |
| 3.               | Gambe B/D    | 8′     |
| 4.               | Salicional D | 8′     |
| 5.               | Octave       | 4′     |
| 6.               | Bordun       | 4′     |
| 7.               | Quinte       | 2 ⁄3′  |
| 8.               | Superoctave  | 2′     |
| 9.               | Terz         | 1 3⁄5′ |
| 10.              | Mixtur       | 1′     |
| 11.              | Trompete B/D | 8′     |

| II Echowerk C–c3 |             |         |
| 12.              | Bordun      | 8′      |
| 13.              | Rohrflöte   | 4′      |
| 14.              | Salicional  | 2′ / 4′ |
| 15.              | Superoctave | 2′      |
| 16.              | Quinte      | 1 ⁄3′   |
| 17.              | Trompete D  | 8′      |

| Pedal C–c1 |               |     |     |
| 18.        | Subbass       | 16′ |     |
| 19.        | Principalbass | 08′ |     |
| 20.        | Gedacktbass   | 08′ | F&N |
| 21.        | Octavbass     | 04′ | L   |

- Koppeln: II/I, I/P
- Anmerkungen

F&N = Register von Förster & Nicolaus (1950)
L = Register von Ladolt (1882)
B = Basslage
D = Diskantlage